# Basselinia pancheri
Espèce
Statut de conservation UICN

 LC  : Préoccupation mineure
Basselinia pancheri est une espèce de plantes de la famille des Arecacées.